# 辐状肋柱花
辐状肋柱花（学名：Lomatogonium rotatum）为龙胆科肋柱花属下的一个变种。

## 扩展阅读
維基物種上的相關：辐状肋柱花